# Cacostatia flaviventralis
Cacostatia flaviventralis là một loài bướm đêm thuộc phân họ Arctiinae, họ Erebidae.